# R104 (Schouwen)
De Recreatieve weg 104 (r104) is een weg in Renesse, Zeeland. De weg begint bij de Strandpaviljoen De Zwaluw aan de Hoogenboomlaan en sluit aan op de r103 en de r105. De weg is 3 km lang.
Nieuwvliet: R101 · R102 · R103 · R104 · R105

Ommen: R101 · R102 · R103 · R104 · R105

Schouwen: R101 · R102 · R103 · R104 · R105 · R106 · R107 · R108 · R109 · R110 · R111 · R112

Spaarnwoude: R101 · R102 · R103 · R104 · R105 · R106

Voorthuizen: R101

IJmuiden: R101 · R102 · R103